# Gobierno Regional de Amazonas
El Gobierno Regional de Amazonas es el órgano con personalidad jurídica de derecho público y patrimonio propio, que tiene a su cargo la administración superior del departamento de Amazonas, Perú, y cuya finalidad es el desarrollo social, cultural y económico de la región. Tiene su sede en la capital regional, la ciudad de Chachapoyas. Está constituido por el Gobernador regional y el consejo regional.

## Gestión actual (2023-2026)
Desde el 1 de enero de 2023 el órgano ejecutivo está conformado por:
- Gobernador regional: Gilmer Wilson Horna Corrales
- Vicegobernador: Leyda Gueiler Rimarachín Cayatopa

## Consejo regional
El consejo regional de la Región de Amazonas es un órgano de carácter normativo, resolutivo y fiscalizador, dentro del ámbito propio de competencia del Gobierno Regional, encargado de hacer efectiva la participación de la ciudadanía regional y ejercer las atribuciones que la Ley Orgánica de Gobiernos Regionales del Perú respectiva le encomienda.
Está integrado por 10 consejeros elegidos por sufragio universal en votación directa, de cada una de las 7 provincias de la región, que duran 4 años en sus cargos.

### Listado de consejeros regionales 2023-2026
| # | Provincia                       | Provincia            | Partido                         | Consejero                 |
| - | ------------------------------- | -------------------- | ------------------------------- | ------------------------- |
| 1 |                                 | Bagua                | Victoria Amazonense             | Ricardo Gonzáles Salazar  |
| 1 | Sentimiento Amazonense Regional | Bagua                | Pedro Catedra Maco              |                           |
| 2 |                                 | Bongará              | Sentimiento Amazonense Regional | Jorge Luis Yomona Hidalgo |
| 3 |                                 | Chachapoyas          | Sentimiento Amazonense Regional | Engels Escobedo Portal    |
| 4 |                                 | Condorcanqui         | Renovación Popular              | Braulio Caicharo Cungumas |
| 4 | Sentimiento Amazonense Regional | Condorcanqui         | Mary Kasen Chujai               |                           |
| 5 |                                 | Luya                 | Victoria Amazonense             | Nixon Arce Irigoin        |
| 6 |                                 | Rodríguez de Mendoza | Victoria Amazonense             | Katia Medina Meléndez     |
| 7 |                                 | Utcubamba            | Unidos al Campo                 | Sandra Campos Arteaga     |
| 7 | Victoria Amazonense             | Utcubamba            | Milton Mendoza Garay            |                           |

## Últimos gobernadores
| Gobernante | Gobernante                   | Agrupación política                   | Periodo                                      | Vez de Gobierno | Asunción   |
| ---------- | ---------------------------- | ------------------------------------- | -------------------------------------------- | --------------- | ---------- |
|            | Miguel Reyes Contreras       | APRA                                  | 1 de enero de 2003 - 31 de diciembre de 2006 | Única           | Elecciones |
|            | Oscar Altamirano Quispe      | Fuerza Democrática                    | 1 de enero de 2007 - 31 de diciembre de 2010 | 1ª              | Elecciones |
|            | José Arista Arbildo          | Alianza Regional Juntos Por Amazonas  | 1 de enero de 2011 - 31 de diciembre de 2014 | Única           | Elecciones |
|            | Gilmer Horna Corrales        | Sentimiento Amazonense Regional       | 1 de enero de 2015 - 31 de diciembre de 2018 | 1ª              | Elecciones |
|            | Oscar Altamirano Quispe      | Movimiento Regional Fuerza Amazonense | 1 de enero de 2019 - 31 de diciembre de 2022 | 2ª              | Elecciones |
|            | Gilmer Wilson Horna Corrales | Sentimiento Amazonense Regional       | 1 de enero de 2022                           | 2ª              | Elecciones |